# Elephastomus proboscideus proboscideus
Elephastomus proboscideus proboscideus es una subespecie de coleóptero de la familia Geotrupidae.

## Distribución geográfica
Habita en Australia.